# 1672 en science
| Années de la science : 1669 - 1670 - 1671 - 1672 - 1673 - 1674 - 1675    |
| Décennies de la science : 1640 - 1650 - 1660 - 1670 - 1680 - 1690 - 1700 |

Cet article présente les faits marquants de l'année 1672 en science.

## Événements

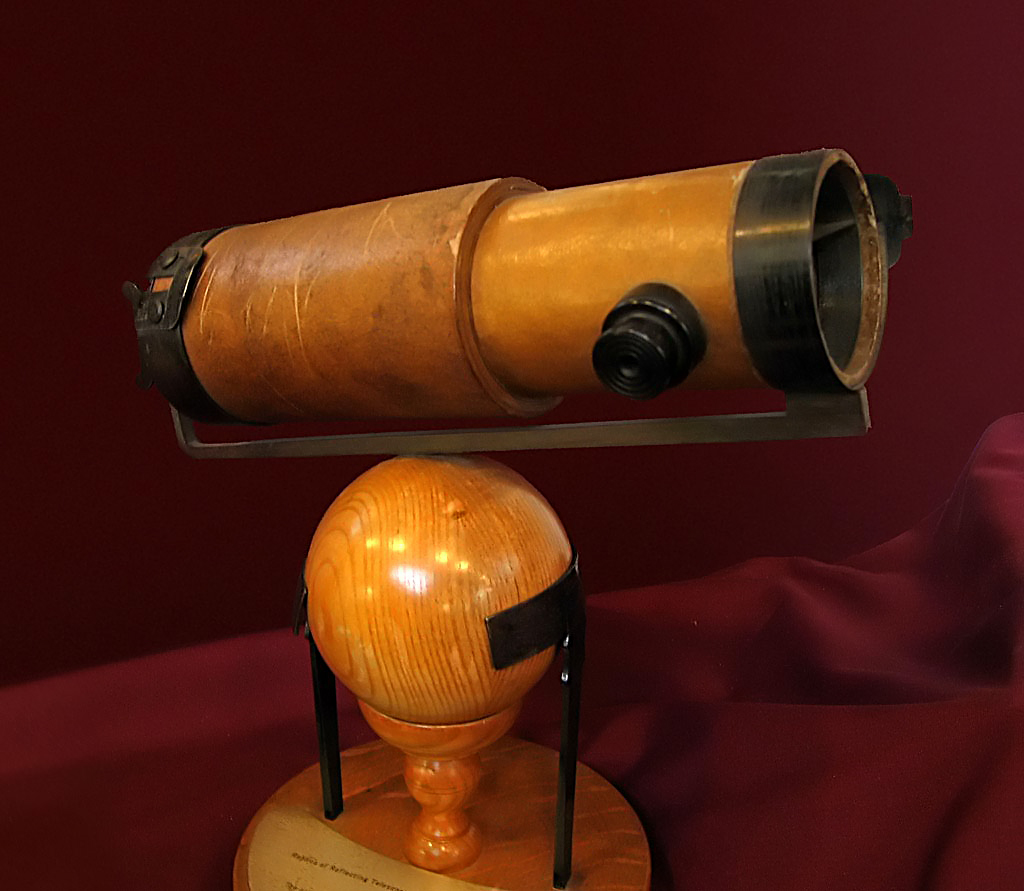
Réplique du télescope de 6 pouces qu'Isaac Newton présente à la Royal Society en 1671.

- 11 janvier : Isaac Newton est élu à la Royal Society où est présenté son télescope à réflexion[1],[2].
- 1er février : (22 janvier du calendrier julien) : Leibniz présente à la Royal Society un prototype de machine à calculer[3]. Terminée en 1694, elle est capable de faire les quatre opérations[4].
- 6 février : Isaac Newton présente son mémoire sur l'Optique et la théorie de la couleur par une lettre envoyée à Henry Oldenburg, secrétaire de la Royal Society[5].
- 8 février-22 avril : Jean Richer part de La Rochelle pour Cayenne pour faire des observations astronomiques[6].
- 5, 9 et 24 septembre : Richer observe Mars à Cayenne les mêmes jours que Picard et Rømer à Paris pour en mesurer la parallaxe. Ces observations permettent à Cassini de mesurer scientifiquement la distance Terre-Soleil[6].
- 25 septembre (date commémorative) : Jan van der Heyden conçoit la première pompe à incendie munie de tuyaux pour Amsterdam[7].
- 6 octobre : John Flamsteed détermine détermine la parallaxe du soleil à partir d'observations de Mars alors en opposition au Soleil, ce qui lui permet d'estimer la distance distance Terre-Soleil (juillet 1673)[8].

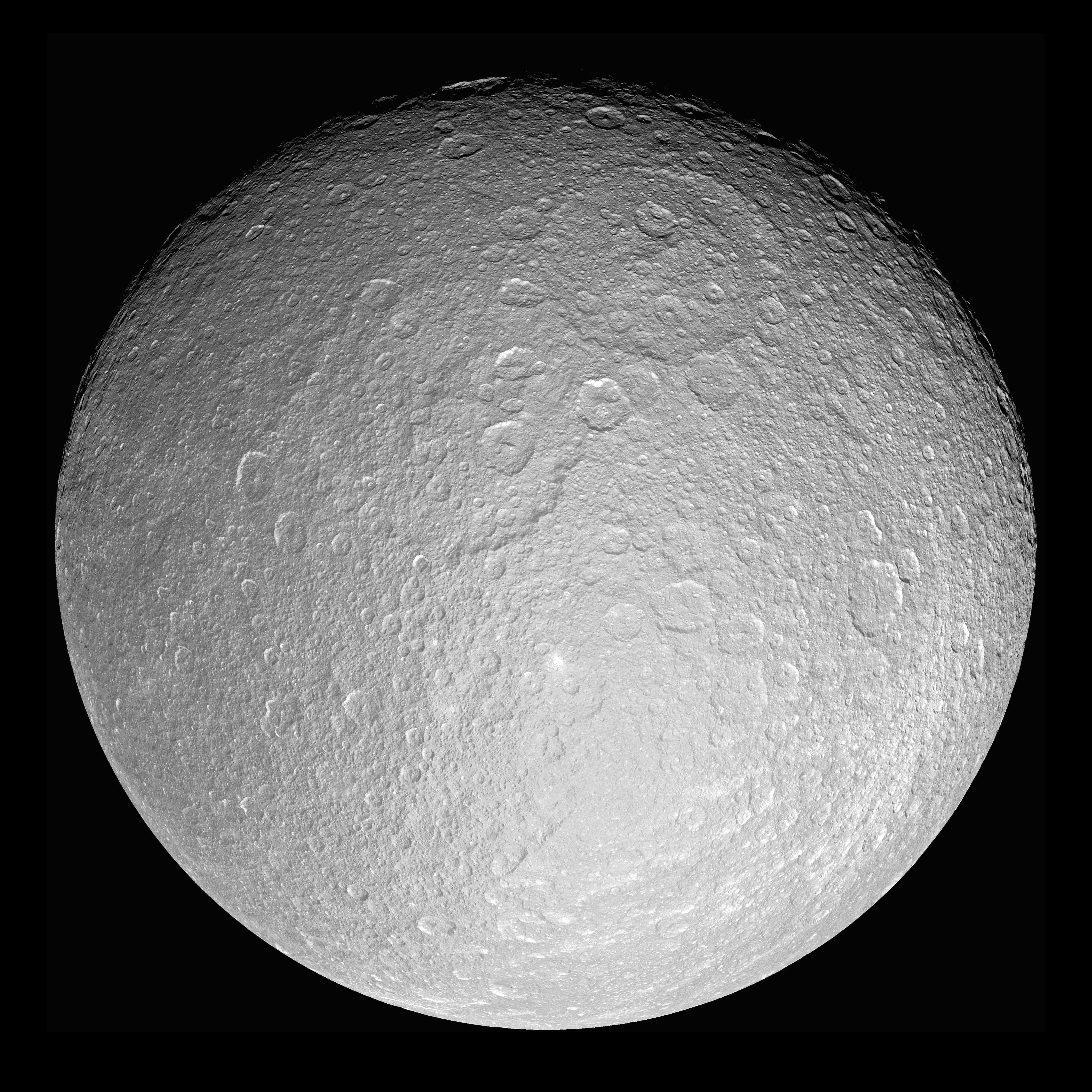
Rhéa

- 23 décembre : l'astronome Jean-Dominique Cassini, premier directeur de l'observatoire de Paris, découvre le satellite de Saturne Rhéa[9].

- Reinier de Graaf, dans son Nouveau traité sur les organes génitaux des femmes avance que « tous les animaux et l'homme même tirent leur origine d'un œuf, non pas d'un œuf formé dans la matrice par la semence, au sentiment d'Aristote, ou par la vertu séminale, suivant Harvey, mais d'un œuf qui existe avant le coït dans les testicules des femelles » ; il décrit précisément les follicules ovariens mais les prend pour les œufs eux-mêmes, la semence mâle agissant à distance pour donner vie à l'embryon[10].

## Publications

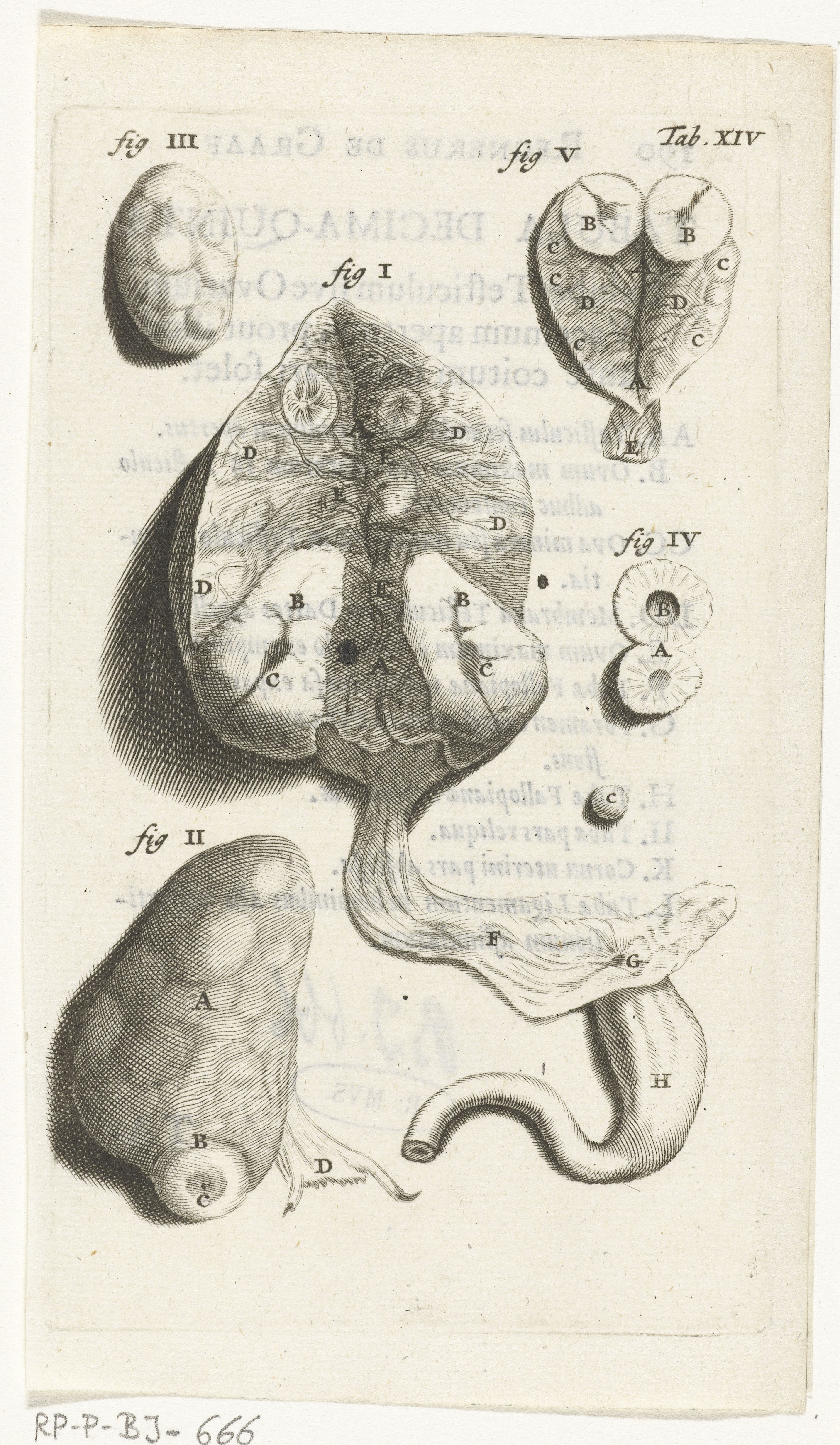
Différents organes génitaux féminins, gravure tirée du livre de Reinier de Graaf.

- Paul Barbette : Opera omnia medica et chirurgica.
- Isbandis de Diemerbroeck : Anatome corporis humani : plurimis novis inventis intructa, Utrecht, 1672 ; traduit en français sous le titre L'anatomie du corps humain, Lyon, 1695.
- Reinier de Graaf : De mulierum organis generationi inservientibus tractatus novus : demonstrans tam homines & animalia caetera omnia, quae vivipara dicuntur, haud minus quàm ovipara ab ovo originem ducere. Il décrit les follicules ovariens[11].
- Otto von Guericke : Experimenta nova. Il décrit ses expériences avec une machine électrostatique (1663) et identifie le phénomène d'électroluminescence[12].
- Marcello Malpighi : De Ovo Incubato et De formatione pulli in ovo, première description de la formation d'une poule, y compris la formation des muscles (somites), de la circulation, et du système nerveux[13].
- Georg Mohr : Euclides Danicus. Il y démontre le théorème de Mohr-Mascheroni 125 ans avant Lorenzo Mascheroni[14].
- Robert Morison : Plantarum umbelliferarum distribution nova, première monographie consacrée à une famille de végétaux, les ombellifères[15]

## Naissances
- 13 février : Étienne-François Geoffroy (mort en 1731), chimiste et médecin français.
- 2 août : Johann Jakob Scheuchzer (mort en 1733), médecin et naturaliste suisse.

## Décès
- 8 janvier : Yoshida Mitsuyoshi (né en 1598), mathématicien japonais.
- 3 juillet : Francis Willughby (né en 1635), ornithologue et ichtyologiste britannique.
- 20 août : Johan de Witt (né en 1625), grand-pensionnaire de Hollande (Provinces-Unies) de 1653 à 1672 et mathématicien.
- 19 novembre : John Wilkins (né en 1614), ecclésiastique et scientifique anglais.
- 27 décembre : Jacques Rohault (né en 1618), physicien français.

- Vincent Léotaud (né en 1595), jésuite et mathématicien français.
- Vers 1672 : Christophe Glaser (né en 1629), pharmacien suisse.